# Era Preciso Voltar
Era Preciso Voltar é uma telenovela brasileira produzida e exibida pela Band entre 8 de abril – 20 de julho de 1969, em 75 capítulos, às 20h, substituindo Nunca É Tarde Demais e sendo substituída por O Bolha. Escrita por Sylvan Paezzo e dirigida por Walter Avancini.
Conta com Irina Greco, Edgard Franco
Elaine Cristina, Suely Franco, Elizabeth Gasper, Yara Lins, Rui Luiz e Ivonete Vieira nos papéis principais.

## Enredo
Diana, no auge de sua carreira, passa a sofrer influências espirituais e se transporta para outra vida – na Paris da década de 1830, onde tem um caso com um fotógrafo boêmio, André.

## Elenco
| Ator/Atriz         | Personagem           |
| ------------------ | -------------------- |
| Irina Greco        | Diana                |
| Edgard Franco      | André                |
| Edgard Franco      | Pierre               |
| Elaine Cristina    | Débora               |
| Suely Franco       | Marlene              |
| Elizabeth Gasper   | Kátia                |
| Yara Lins          | Condessa de Vielmond |
| Rui Luiz           | Conde de Vielmond    |
| Ivonete Vieira     | Mademoiselle Vivien  |
| Rogério Márcico    | Eugênio              |
| Miguel Rosenberg   | Dias                 |
| Antonio Ghigonetto | Gaspar               |
| Analu Graci        | Maria                |
| Helena Ignez       | Regina               |
| Noira Mello        | Tereza               |
| Maurício Nabuco    | João                 |
| Ana Paula          | Patrícia             |
| Marcos Paulo       | Marcos               |
| Teodoro Marcos     | Macedo               |
| Luiza de Franco    | Lorena               |